# Объединённая Британская Колумбия
Объединённая Британская Колумбия (БК Юнайтед; англ. BC United, BCU), с 1903 и по 2023 год носила название Либеральная партия Британской Колумбии (англ. British Columbia Liberal Party) или Либералы Британской Колумбии (англ. BC Liberals) — провинциальная политическая партия в Британской Колумбии (Канада). Партия описывается как консервативная, неолиберальная и занимающая правоцентристскую позицию на политической сцене. Восемь лидеров либералов были премьер-министрами Британской Колумбии: Харлан Брюстер (1916—1918), Джон Оливер (1918—1927), Джон Маклин (1927—1928), Дафф Паттулло (1933—1941), Джон Харт (1941—1947), Босс Джонсон (1947—1952), Гордон Кэмпбелл (2001—2011) и Кристи Кларк (2011—2017).
До 1987 года Либеральная партия Британской Колумбии входили в состав федеральной Либеральной партии Канады. В нынешней партийной системе Британской Колумбии либералы Британской Колумбии являются основной правоцентристской оппозицией левоцентристской НДП. Партия обычно описывает себя как «коалиция за свободное предпринимательство», а её члены и сторонники на федеральных выборах голосуют как за Либеральную, так и за Консервативную партии. С 1990-х годов и по 2024 год БК Юнайтед была главной силой правоцентристской оппозиции левоцентристской Новой демократической партии (НДП).
До 1940-х годов в политике Британской Колумбии доминировала Либеральная и конкурирующая с ней Консервативная партия Британской Колумбии. Либералы формировали правительство с 1916 по 1928 год и снова с 1933 по 1941 год. С 1941 по 1952 год обе партии правили в коалиции (во главе с лидером либералов), противостоя набирающей популярность Федерации кооперативного содружества. Коалиция потерпела поражение в 1952 году и Либеральная партия пришла в упадок. На выборах 1975 года лидеры пошли вместе с Партией социального кредита Британской Колумбии. Они вернулись в законодательный орган в качестве официальной оппозиции на выборах 1991 года благодаря усилиям лидера Гордона Уилсона. В это время Партия социального кредита рухнула, дав возможность либералам стать доминирующим центром для правого центра в Британской Колумбии. В 1994 году Уилсона на посту лидера сменил Гордон Кэмпбелл. На выборах 2001 года Либералы Британской Колумбии получили подавляющее большинство, которое они удерживали при Кэмпбелле и его преемнике Кристи Кларк до выборов 2017 года. Эти выборы привели к подвешенному парламенту, а временное либеральное правительство вскоре потеряло вотум доверия НДП. После этого поражения Кларк ушла с поста лидера либералов и временным лидером был избран Рич Коулман. Новым постоянным лидером стал в 2018 году Эндрю Уилкинсон, но на выборах 2020 года он проиграл действующему премьер-министру Британской Колумбии Джону Хоргану (НДП). Впоследствии Уилкинсон ушёл с поста лидера либералов Британской Колумбии и временным лидером выбрали Ширли Бонд. В феврале 2022 года партию возглавил, победив на внутрипартийных выборах, Кевин Фэлкон. 12 апреля 2023 года БК Либералы изменили своё название на БК Юнайтед.

## История

### 1916—1928: первое правительство
Разделившиеся консерваторы столкнулись с либералами на выборах 1916 года и проиграли. Либералы сформировали правительство под руководством Харлана Кэри Брюстера. Брюстер пятью годами ранее стал лидером оппозиции, а в марте 1912 года был избран лидером Либеральной партии. Несколько недель спустя он потерял своё место на выборах 1912 года, которые для либералов завершились провалом (из 19 кандидатов не был избран ни один).
В 1916 году Брюстера вернулся в законодательный орган, выиграв дополнительные выборы, а позже в том же году привёл свою партию к победе на всеобщих выборах, проведя кампанию на платформе реформ. Брюстер пообещал положить конец покровительству на государственной службе, положить конец политическим машинам, улучшить положение рабочих и трудовое законодательство, обеспечить право голоса для женщин и провести другие прогрессивные реформы. Став во главе провинциального правительства он смог добиться избирательного право для женщин, ввёл сухой закон и боролся с политической коррупцией до своей неожиданной смерти в 1918 году.
Новым премьером стал Джон Оливер. Правительство Оливера развивало производство продуктов в долине Нанук и пыталось убедить федеральное правительство снизить тарифы на железнодорожные перевозки. Партии удалось одержать победу на выборах 1920 года, пусть и с минимальным большинством голосов, и ей удалось остаться у власти после выборов 1924 года при поддержке двух независимых либералов.

### 1928—1933: оппозиция и Великая депрессия
На выборах 1928 года либералы смогли увеличить количество голосов, но при этом потеряли почти половину своих мест. С началом Великой депрессии, которая привела к краху консервативного правительства Саймона Фрейзера Толми, либералы победили на выборах 1933 года и смогли сформировать свой кабинет во главе с журналистом и политиком Даффом Паттулло.

### 1933—1941: Дафф Паттулло
Выборы 1933 года привели к власти Даффа Паттулло и ввели в Законодательный орган Федерации кооперативного содружества (англ. Co-operative Commonwealth Federation) (CCF), новую социал-демократическую и демократическо-социалистическую оппозиционную партию, предшественника Новой демократической партии.
Канада очень сильно пострадала от Великой депрессии, при этом именно Западная Канада оказалсь наиболее пострадавшей в пределах Канады. Паттулло хотел, чтобы активное правительство попыталось справиться с депрессией с помощью социальных программ и поддержки безработных, но его политика часто расходилась с действиями федерального правительства в Оттаве.
Паттулло активно защищал интересы Британской Колумбии, в частности, выступая за присоединение Юкона к этой провинции и строительство шоссе на Аляску, чтобы уменьшить власть восточной Канады над Британской Колумбией. На выборах 1937 года ему удалось сохранить большинство под лозунгом «социализированного капитализма» (socialized capitalism).

### 1941—1951: Коалиция
Чередованию у власти либералов и консерваторов подошло к концу с подъёмом CCF, которому удалось быть официальной оппозицией с 1933 по 1937 год и получить всего на одно место меньше, чем у консерваторов на выборах 1937 года. На выборах 1941 года CCF вновь заняла второе место, обойдя консерваторов и ен позволив либералам получить большинство, на которое они надеялись. Пришло время либерально-консервативной коалиции.
После того как Паттулло отказался вступать в коалицию с консерваторами новым лидером либералов и премьер-министром Британской Колумбии стал финансист и министр Джон Харт, сформировав либерально-консервативное коалиционное правительство, известное в истории Британской Колумбии просто как «Коалиция». Харту выпало руководить провинцией с 1941 по 1945 год во время военного дефицита, когда все крупные правительственные проекты были отложены. Коалиционное правительство было переизбрано на выборах 1945 года, в которыхи либералы и консерваторы выступали единым списком.
После 1945 года Харт предпринял амбициозную программу электрификации сельских районов, строительства гидроэлектростанций и шоссе. Самыми значительными проектами Харта были строительство шоссе 97 на север Британской Колумбии (часть которого теперь названо в его честь) и Bridge River Power, первой в Британской Колумбии крупной гидроэлектростанции. Он учредил Комиссию по энергетике Британской Колумбии, предшественницу BC Hydro, для обеспечения электроэнергией небольших населённых пунктов, которые не обслуживались частными коммунальными службами. В декабре 1947 года Харт ушёл с поста премьер-министра. Консервативная партия хотела чтобы её лидер Герберт Анскомб сменил Харта на посту премьер-министра, но либералы численно превосходили тори в Законодательной ассамблее провинции и новый кабинет возглавил другой либерал, Байрон «Босс» Джонсон, с Анскомбом в качестве заместителя премьер-министра и министра финансов.
Правительство Джонсона ввело всеобщее медицинское страхование и 3 % провинциальный налог с продаж для его оплаты. Он расширил систему автомобильных дорог, расширил Тихоокеанскую Великую Восточную железную дорогу и заключил Алканское соглашение, которое способствовало строительству плотины Кенни. Правительство также справилось с наводнением реки Фрейзер в 1948 году, объявив чрезвычайное положение и начав программу осушения берегов реки через долину Фрейзер. Джонсон также известен тем, что назначил Нэнси Ходжес первой в Содружестве женщиной-спикером.
Либерально-консервативное коалиционное правительство победило на выборах 1949 года, набрав 61 % — самый большой процент голосов избирателей в истории Британской Колумбии. Но напряжённость между партнёрами по коалиции и внутри обеих партий росла. Руководство Либеральной партии проголосовало за расторжение коалиции, и в январе 1952 года Джонсон уволил министров-консерваторов, что привело к недолговечному правительству меньшинства, которое вскоре рухнуло.

### 1952—1953: Крах на выборах
Чтобы не допустить победы левых из CCF, правительство ввело альтернативное голосование, ожидая, что избиратели-консерваторы укажут либералов своим вторым кандидатом и наоборот. Однако многие избиратели предпочли другую альтернативу. На выборах 1952 года в качестве второго выбора самой популярной оказалась правопопулистская Лига социального кредита, что позволило ей стать крупнейшей партией Ассамблеи по итогам подсчёта бюллетеней. Правительство меньшинства, сформированное лидером Лиги социального кредита, бывшим консерватором У. Э. С. Беннетом, просуществовало всего девять месяцев, прежде чем были назначены новые выборы. По итогам выборов 1953 года либералы получили всего 4 места.

### 1953—1975: третья партия
В середине 1950-х годов самым видным членом Либеральной партии был Гордон Гибсон-старший. Он мог бы стать премьер-министром, если бы не серьёзная политическая ошибка. Гибсон был избран Ассамблею в 1953 году от окргуа Лиллуэт. В 1955 году всплыл скандал с министром Соммерсом, которого обвинили в ненадлежащем предоставлении лицензии на лесоразработки. Гибсон был единственным лидером в законодательном органе, который поднял этот вопрос. У. Э. С. Беннет и его генеральный прокурор сделали всё, чтобы предотвратить распространение информации. В отчаянии Гибсон отказался от своего места и пошёл на дополнительные выборы, надеясь тем самым привлечь внимание к скандалу вокруг Соммерса. Система голосования изменилась и он занял лишь второе место после кандидата от Лиги социального кредита.
На выборах 1956 года, когда скандал с Соммерсом все ещё не разрешился, либералы выступили ещё хуже чем в 1953 году, получив всего 2 места. На выборах 1960 года партия получила столько голосов избирателей, что и в 1956 году, но это принесло её уже четыре места. На выборах 1963 года партия увеличила своё представительство в Ассамблее до пяти человек, а выборах 1966 года партия получила ещё одно место, доведя свое представительство до шести. По итогам голосования 1969 года либералы потеряли одно место.
В 1972 году партию повёл на выборы новый лидер Дэвид Андерсон, который на федеральных выборах 1968 года был избран депутатом от Либеральной партии Канады. Несмотря на то что по итогам выборов партия получила самое низкое количество голосов в истории — 16,4 % — она смогла сохранить своё представительство в законодательном органе, завоевав 5 мест.
После победы Новой демократической партии (НДП) на выборах 1972 года многие сторонники Либеральной и Консервативной партий перешли на сторону Лиги социального кредита. Эта коалиция позволила не допускать новых демократов к власти с 1975 по 1990-е годы. В результате на выборах 1975 года единственным либералом, избранным в Ассамблею, стал Гордон Гибсон-младший, поскольку партия набрала удручающие 7,24 %. Лидер партии, Дэвид Андерсон, потерпел сокрушительное поражение в своём округе, уступив кандидатам от новых демократов и Лиги социального кредита.

### 1979—1991: спад и возрождение
Выборы 1979 года закончились для партии провалом: из пяти кандидатов ни один не был избран. Мало того, что либералы оказались не представлены в законодательном органе, во второй раз в своей истории, но ещё никогда партия не получала так мало голосов, за проголосовали менее 0,5 % избирателей, что стало худшим результатов в её истории.
Выборы 1983 года оказались ненамного удачнее предыдущих, на этот раз партия смогла выставить 52 кандидата и получить 2,7 % голосов, но вновь осталась без мандатов. Выборы 1986 года стали третьими и последними выборами, на которых партия не попала в Ассамблею, получив 6,7 %.
В 1987 году Гордон Уилсон стал лидером Либеральной партии Британской Колумбии, в которой на тот момент почти никто не был заинтересован. С середины 1970-х годов большинство сторонников федеральной Либеральной партии в Британской Колумбии на провинциальном уровне предпочитали голосовать за Партию социального кредита Британской Колумбии. Новый лидер приступил к восстановлению позиций провинциальной партии в политике Британской Колумбии как влитяельной третьей силы. Первым делом Уилсон разорвал связи между провинциальной партией и федеральной с целью уменьшить влияние Партии социального кредита на сторонников федеральной Либеральной партии. На руку либералам сыграло то, что в тот же период правящая Партия социального кредита под руководством Билла Вандера Залма была охвачена противоречиями. В результате многочисленные скандалы, связанные с с ней, заставили многих избирателей искать альтернативу.
Перед выборами 1991 года Уилсон пролоббировал своё участие в телевизионных дебатах CBC между преемницей Вандера Залма, премьер-министром Ритой Джонстон и лидером НДП Британской Колумбии Майклом Харкортом. CBC согласилась и Уилсон этим воспользовался, сумев впечатлить многих избирателей своим выступлением. Либеральная кампания набрала обороты и отняла большую часть поддержки у Партии социального кредита. В то время как НДП Британской Колумбии выиграла выборы, либералы заняли второе место с 17 местами, а Уилсон стал лидером официальной оппозиции.

### 1991—1994: Официальная оппозиция при Уилсоне
Политика Уилсона не совпадала с политикой многих других либералов как в законодательном органе, так и внутри партии, которые хотели заполнить вакуум, образовавшийся после краха Партии социального кредита. Либералы также показали себя неопытными как в законодательном органе, так и в построении широкомасштабного политического движения. Им было трудно создать дисциплинированную организацию, которая могла бы эффективно противостоять правительству Новой демократической партии.
В 1993 году позиции Уилсона ещё больше поколебались из-за разоблачений его романа с коллегой-либералом Джуди Тьябджи, депутатом Законодательного собрания (поженились в 1994 году). К этому времени большая часть фракции открыто выступила против его лидерства. Уилсон согласился созвать съезд для избрания партийного лидера, в котором он сам собирался участвовать как кандидат. Оппозицию временно возглавил, пока шла гонка за лидерство в Либеральной партии, стал депутат Законодательного собрания от Южной Делты Фред Джинджелл.
В гонку за лидерство помимо Уилсона вступили бывший лидер партии Гордон Гибсон и мэр Ванкувера Гордон Кэмпбелл. Кэмпбелл уверенно победил в первом туре голосования, Гибсон занял второе место, а Уилсон третье. Выборы лидера были проведены по системе «один член — один голос», члены партии голосовали по телефону.
Впоследствии Уилсон и Тьябджи покинули партию и в декабре 1993 года основали центристский Прогрессивный демократический альянс, который был распущен Уилсоном в 1999 году, после того как он присоединился к правящей Новой демократической партии Британской Колумбии и стал членом провинциального Кабинета министров.

### 1994—2001: Официальная оппозиция при Кэмпбелле
Вскоре после победы Кэмпбелла в гонке за лидерство либералы впервые приняли прозвище «Либералы Британской Колумбии» (BC Liberals) и вскоре представили новый логотип и новые цвета партии (красный и синий вместо обычного «либерально-красного» и сопровождающего его кленового листа). Пересмотренное название и логотип были попыткой более чётко отмежеваться в сознании избирателей от федеральной Либеральной партии Канады.
В начале 1994 года Кэмпбелл был избран в законодательный орган на дополнительных выборах. Под его руководством партия начала двигаться вправо, что привлекло к ней часть сторонников федеральной Партии реформ Канады и Партии социального кредита, некоторые из которых начали голосовать за либералов ещё во времена Вандера Залма. Выиграв на дополнительных выборах в регионе долины Фрейзер два места, ранее занимаемых представителями Партии социального кредита, либералы укрепили свои претензии на то, чтобы быть главной альтернативой правительству новых демократов. Таким образом Либеральная партия смогла заполнить вакуум, образовавшийся в правоцентристском политическом спектре Британской Колумбии в результате краха Партии социального кредита.
На выборах 1996 года либералы Британской Колумбии заняли первое место по результатам всенародного голосования, набрав почти 42 % голосов. Но в итоге победителем стала НДП, которая получила 39 мест из 75, в то время как либералы выиграли только 33 мандата. Так, в сельской местности Британской Колумбии, особенно во внутренних районах, где железная дорога была источником жизненной силы местной экономики, либералы проиграли несколько округов из-за некоторых идей Кэмпбелла, в основном его обещания продать BC Rail. Конечным результатом стало то, что либералы снова оказались в оппозиции, хотя им и удалось сократить большинство НДП до минимума.
После выборов либералы Британской Колумбии приступили к тому, чтобы не допустить повторения событий 1996 года. Кэмпбелл отбросил некоторые из менее популярных политических планов своей платформы 1996 года, в первую очередь обещание продать BC Rail, которое оттолкнуло от партии многих сторонников.

### 2001—2011: Правительство Кэмпбелла

Логотип партии на выборах 2001 и 2005 годов.

После скандального второго срока правительства новых демократов Либералы Британской Колумбии выиграли выборы 2001 года с самым большим перевесом голосов в истории Британской Колумбии, получив 57,6 % избирателей и 77 из 79 мест. Им даже удалось победить премьера Удджала Досанджха в его собственной округе. Гордон Кэмпбелл стал седьмым по счёту премьер-министром Британской Колумбии за последние десять лет и первым премьер-министром от либералов за почти 50 лет.
В первый день своего вступления в должность Кэмпбелл снизил все провинциальные подоходные налоги на 25 %. Также либералы снизили налог на прибыль корпораций и отменили налог на корпоративный капитал для большинства предприятий (налог на инвестиции и занятость, введённый новыми демократами).
Первый срок Кэмпбелла также был отмечён мерами жёсткой бюджетной экономии, включая отказ от ряда социальных пособий и некоторых социальных услуг, дерегулирование, приватизацию некоторых государственных активов (в частности, «быстрых паромов», скандального проекта предыдущего правительства, которые были проданы со значительным убытком). Кэмпбелл также инициировал приватизацию BC Rail, которую ранее либералы пообещали не продавать, чтобы заручиться поддержкой избирателей в северных округах (сама приватизация привела в итоге к крупнейшему политическому скандалу в истории Британской Колумбии и к обыскам в зданиях Парламента и правительства провинции). Политика правительства вызвала несколько серьёзных трудовых споров, некоторые из которых были урегулированы с помощью государственного законодательства. Кэмпбелл также провёл массовые сокращения государственных служащих, сократив штаты более чем на 50 % в некоторых правительственных ведомствах, в то время как несмотря на обещания о сокращении и правительства, размер кабинета был почти удвоен, а зарплаты парламентариев повышены. Управление также было реорганизовано таким образом, что заместители министров теперь должны были подчиняться начальнику штаба в офисе премьер-министра, а не своим соответствующим министрам. В ходе сокращений по всей провинции закрывались больницы, здания судов и учреждения расширенного ухода, особенно в небольших населённых пунктах, а сотрудники правоохранительных органов, такие как Служба офицеров по охране природы, были сокращены до минимального уровня. Провинциальные парки, созданные предыдущим правительством НДП, также были понижены до статуса охраняемых территорий, что позволяло их открыть для эксплуатации ресурсов, а плата за использование парков была повышена.
В 2003 году расследование по делу о наркотиках, известное как операция Everwhatway, привело к обыскам в правительственных учреждениях и в зданиях парламента Британской Колумбии в связи с подозрительными сделками, связанными с продажей BC Rail компании CN в рамках скандала, который с тех пор стал известен как Railgate, и судебному процессу над четырьмя бывшими помощниками министра за торговлю влиянием, злоупотребление доверием и получение взяток.

Логотип партии во время кампании 2009 года.

Несмотря на все эти скандалы Либералы под руководством Кэмпбелла ещё дважды выигрывали выборы: в 2005 (46 мест из 79) и 2009 годах (49 из 79).
Вскоре после третьей победы подряд Либералы объявили о введении гармонизированного налога с продаж (HST), вопреки обещаниям не делать этого, данным во время избирательной кампании. 3 ноября 2010 года, столкнувшись с неизбежным восстанием внутри партии из-за своего стиля управления, политической негативной реакцией на HST и спорным окончанием судебного разбирательства по делу о коррупции BC Rail, а также имея рейтинг одобрения всего 9 %, Гордон Кэмпбелл объявил о своей отставке, обратившись к партии с просьбой определиться с новым руководителем «в кратчайшие возможные сроки».

### 2011—2017: Правительство Кларк
26 февраля 2011 года состоялись внутрипартийные выборы, на которых новым лидером партии была избрана Кристи Кларк, которая была заместителем премьера Кэмпбелла в его первом кабинете (2001—2004), а затем ушла из политики и стала ведущей дневного ток-шоу на радио. 14 марта Кларк была приведена к присяге как глава провинциального правительства, став второй женщиной на посту премьер-министра Британской Колумбии после Риты Джонстон в 1991 году и первой женщиной-премьером в Канаде, которая привела свою партию к получению большинства на выборах дважды подряд.
При Кларк партия придерживалась более центристских взглядов, продолжая при этом свою недавнюю традицию создания коалиции сторонников федеральных либералов и федеральных консерваторов. Она немедленно повысила минимальную заработную плату с 8 долларов в час до 10,25 долларов в час и ввела День семьи в провинции, аналогичный Дню семьи в Онтарио. Кларк стал премьер-министром после рецессии 2008—2009 годов и делала ставку на повышение государственных расходов, два года подряд принимая дефицитных бюджета прежде чем принять сбалансированным бюджетом на 2013—2014 финансовый год, который включал повышение налогов для жителей Британской Колумбии с высокими доходами. Она также стремилась использовать в своих интересах запасы природного газа в Британской Колумбии, позиционируя многообещающую отрасль СПГ как главную возможность экономического развития в течение следующего десятилетия. В то время как в последние годы правления Гордона Кэмпбелла было принято далеко идущее и прогрессивное экологическое законодательство, Кларк была более взвешенной в своём подходе к экологической политике. Продолжая вводить в Британской Колумбии углеродный налог, первый в Северной Америке, она пообещала заморозить ставку во время выборов 2013 года, и её стремления к развитию отрасли СПГ, казалось, противоречили целям по выбросам парниковых газов, установленным правительством Кэмпбелла в 2007 году. В 2012 году она также объявила, что любой будущий трубопровод, который пересекает Британскую Колумбию, должен будет соответствовать пяти условиям, включая экологические требования и консультации с аборигенами. Однако она указала, что одним из её пяти условий будет то, что Британская Колумбия получит свою «справедливую долю» любых доходов, полученных от увеличения движения трубопроводов и танкеров. Это привело её к прямому конфликту с провинцией Альберта, которая добивалась расширения доступа на рынок для своего битума через порты Британской Колумбии, но категорически отказывалась от любых договоренностей, по которым Британская Колумбия получала бы какие-либо лицензионные платежи.
В 2011 году Колин Хансен, депутат и вице-премьер в последнем кабинете Кэмпбелла, предложил сменить название партии, чтобы избежать путаницы с неродственной Либеральной партией Канады и лучше отразить её статус как коалиции консерваторов и либералов, при этом он не предложил альтернативного названия. Кларк заявила, что рассмотрит возможность смены названия, но не «спешит это делать».
Кампанию 2013 года Кларк начинала с низкими результатами опросов общественного мнения и отставала от своего главного соперника Адриана Дикса из НДП на целых 20 пунктов. Лозунг кампании Либералов Британской Колумбии звучал как Strong Economy, Secure Tomorrow (в переводе с англ. — «Сильная экономика, безопасное завтра») и должен был подчеркнуть сбалансированный бюджет и широкие возможности развития в секторе СПГ как причину, по которой партию надо переизбрать на четвёртый срок. Кларк привлекла стратегов, связанных с Либеральной партией Онтарио, таких как Дон Гай и Лаура Миллер, и федеральных либеральных деятелей, таких как Майк Макдональд, для управления её офисом и кампанией. В результате, Либералы Британской Колумбии не только догнали НДП, но и обошли её, получив 49 мест из 79 и тем самым обеспечив себе четвёртый срок полномочий. Правда сама Кларк потерпела поражение в своём округе в Ванкувере, но выиграла последующие дополнительные выборы в городе Келоуна. После выборов она добивалась потепления отношений с Альбертой по поводу будущих трубопроводных проектов, подписав Национальную энергетическую стратегию бывшего премьер-министра Альберты Элисон Редфорд. В начале 2014 года либералы сократили второй раз подряд сбалансированный бюджет и разрешили продажу спиртных напитков в некоторых продуктовых магазинах, а также разрешили детям вместе со взрослыми посещать пабы и рестораны, в которых подают спиртные напитки.
На выборах 2017 года Либералы Британской Колумбии хотя в пятый раз подряд заняли первое место, но смогли получить только 43 места, потеряв абсолютное большинства. Этим воспользовались новые демократы и зелёные, сумев договориться о формировании правительства. После отставки Кларк временным лидером партии стал бывший полицейский Рич Коулман, занимавший при Кларк пост вице-премьера.

### 2018—2022: Официальная оппозиция при Уилкинсоне и Бонде
3 февраля 2018 года новым лидером партии в 6-м раунде был избран Эндрю Уилкинсон, генеральный прокурор Британской Колумбии. Он был лидером партии и официальной оппозиции в течение двух лет. Во время выборов 2020 года Уилкинсон подвёргся критике со стороны членов партии, включая председателя, за задержку с отстранением Лори Тронесса, кандидата и бывшего депутата, который делал заявления против ЛГБТК. После того, как партия потерпела поражение на выборах Уилкинсон ушёл в отставку. Временным лидером партии стала Ширли Бонд.

### После 2022: лидерство Фэлкона и смена названия
5 февраля 2022 года лидером Либералов Британской Колумбии был избран Кевин Фэлкон, министр в кабинетах Кэмпбелла и Кларк. Во время своей предвыборной кампании Фэлкон пообещал провести ребрендинг партии. На партийном съезде 2022 года делегаты приняли резолюцию о продолжении процесса смены названия, начав с консультаций с членами партии, прежде чем вынести его на голосование к концу года. После общепровинциального опроса в качестве потенциального нового названия партии было предложено BC United (в переводе с англ. — «Объединённая Британская Колумбия»). 13 ноября новое название было представлено членам партии, а 16 ноября было объявлено, что изменение названия было одобрено примерно 80 %. Позднее изменение названия было ратифицировано и вступило в силу 12 апреля 2023 года.
Изменение названия предшествовало значительному падению рейтингов партии, в то время как популярность Консерваторов Британской Колумбии во главе с бывшим либеральным депутатом Законодательного собрания Джоном Рустадом, который ушёл незадолго до окончательного изменения названия, росла, что сделало их второй по популярности партией в провинции согласно опросам. Сразу после смены названия покинули ещё несколько депутатов Законодательного собрания, избранных от БК Юнайтед, перешли к консерваторам, а их популярность по опросам к сентябрю того же года упала с 33 % до 19 %, в то время как рейтинг консерваторов достиг 25 %. В 2024 году ещё два депутата Законодательного собрания от БК Юнайтед ушли к консерваторам. Во втором квартале 2024 года консерваторы превзошли экс-либералов по объёму пожертвований. В преддверии выборов 2024 года БК Юнайтед продолжили покидать кандидаты и члены. Некоторые предполагали, что смена названия способствовало падению рейтингов партии, так как часть избиратели просто не знали, что BC БК Юнайтед является продолжением Либералов БК; Так, опрос Léger, опубликованный в октябре 2023 года, показал, что треть избирателей не знали об изменении названия. Другой опрос Léger, проведённый в августе 2024 года, показал, что партия в первую очередь теряет, в пользу консерваторов тех своих традиционных избирателей, которые на федеральном уровне поддерживают Консервативную партию Канады.
28 августа 2024 года Фэлкон объявил, что БК Юнайтед приостанавливает свою предвыборную кампанию и призвал поддержать на выборах Консерваторов БК, заявив: «Джон Рустад и я не всегда соглашались во всём, но ясно одно: наша провинция не может выдержать ещё четыре года НДП». Он также сказал, что это было сделано для предотвращения разделения голосов в конкурентных округах.
Несмотря на приостановку предвыборной кампании БК Юнайтед всё же приняла участие в выборах 2024 года. 18 выдвинутых ею кандидатов, включая пять действующих депутатов Законодательного собрания, баллотировались на переизбрание в качестве независимых или беспартийных кандидатов, но ни один из них не добился успеха.

## Лидеры
| №   | Лидер                          | Должность            | Срок                               | Прим.                                                                                 |
| --- | ------------------------------ | -------------------- | ---------------------------------- | ------------------------------------------------------------------------------------- |
| 1   | Мартин Джозеф                  | Премьер              | Сентябрь — октябрь 1903            | Был премьер-министром в течение 107 дней в 1900 году, до создания Либеральной партии. |
| 2   | Джеймс Александр Макдональд    | Лидер оппозиции      | Октябрь 1903 — октябрь 1909        |                                                                                       |
| 3   | Джон Оливер                    | Лидер оппозиции      | Октябрь 1909 — март 1912           | Первый срок                                                                           |
| 4   | Харлан Кэри Брюстер            | Премьер              | Март 1912 — 1 марта 1918           | Либералы не были представлены в законодательном органе в 1912—1916 годах              |
| (3) | Джон Оливер                    | Премьер              | 1 марта 1918 — 17 августа 1927     | Второй срок                                                                           |
| 5   | Джон Дункан Маклин             | Премьер              | 17 августа 1927 — Октябрь 1928     |                                                                                       |
| 6   | Томас Дафферин «Дафф» Паттулло | Премьер              | Октябрь 1928 — 9 декабрь 1941      | Временный лидер (октябрь 1928 — январь 1929)                                          |
| 7   | Джон Харт                      | Премьер              | 9 декабря 1941 — 29 декабря 1947   |                                                                                       |
| 8   | Байрон Ингемар «Босс» Джонсон  | Премьер              | 29 декабря 1947 — Апрель 1953      |                                                                                       |
| 9   | Артур Лэйн                     | Лидер третьей партии | Апрель 1953 — Мая 1959             |                                                                                       |
| 10  | Рэй Перро                      | Лидер третьей партии | Май 1959 — Октябрь 1968            |                                                                                       |
| 11  | Патрик Люси «Пэт» Макгир       | Лидер третьей партии | Октябрь 1968 — 22 мая 1972         |                                                                                       |
| 12  | Дэвид Андерсон                 | Лидер третьей партии | 22 мая 1972 — 28 сентября 1975     |                                                                                       |
| 13  | Гордон Гибсон-мл.              | Лидер третьей партии | 28 сентября 1975 — 19 февраля 1979 |                                                                                       |
| 14  | Джевингтон «Джев» Блэр Тотхилл | Партийный лидер      | 19 февраля 1979 — 25 мая 1981      | Либеральная партия не была представлена в законодательном органе                      |
| 15  | Ширли Маклохлин                | Партийный лидер      | 25 мая 1981 — 31 марта 1984        | Либеральная партия не была представлена в законодательном органе                      |
| 16  | Артур Джон Ли                  | Партийный лидер      | 31 марта 1984 — 30 октября 1987    | Либеральная партия не была представлена в законодательном органе                      |
| 17  | Гордон Уилсон                  | Лидер оппозиции      | 30 октября 1987 — 11 сентября 1993 |                                                                                       |
| 18  | Гордон Кэмпбелл                | Премьер              | 11 сентября 1993 — 26 февраля 2011 |                                                                                       |
| 19  | Кристи Кларк                   | Премьер              | 26 февраля 2011 — 4 августа 2017   |                                                                                       |
| *   | Рич Коулман                    | Лидер оппозиции      | 4 августа 2017 — 3 февраля 2018    | Временный лидер                                                                       |
| 20  | Эндрю Уилкинсон                | Лидер оппозиции      | 3 февраля 2018 — 21 ноября 2020    |                                                                                       |
| *   | Ширли Бонд                     | Лидер оппозиции      | 23 ноября 2020 — 5 февраля 2022    | Временный лидер                                                                       |
| 21  | Кевин Фэлкон                   | Лидер оппозиции      | 5 февраля 2022 — н. в.             | Последний лидер Либералов БК и первый лидер БК Юнайтед                                |

Источник: Legislative Library of British Columbia

## Результаты выборов
| Год                                                                     | Лидер                | Кандидаты                  | Голоса                     | %                          | Места    | +/−  | Позиция    | Legislative role         | Notes                      |
| ----------------------------------------------------------------------- | -------------------- | -------------------------- | -------------------------- | -------------------------- | -------- | ---- | ---------- | ------------------------ | -------------------------- |
| 1903                                                                    | Джозеф Мартин        | 39                         | 22 715                     | 37,78 %                    | 17 из 42 | N/A  | ▲ 2-е      | Оппозиция                | Консервативное большинство |
| 1907                                                                    | Джеймс А. Макдональд | 40                         | 234 816                    | 37,15 %                    | 13 из 42 | ▼4   | ▬ 2-е      | Оппозиция                | Консервативное большинство |
| 1909                                                                    | Джеймс А. Макдональд | 36                         | 33 675                     | 33,21 %                    | 2 из 42  | ▼11  | ▬ 2-е      | Оппозиция                | Консервативное большинство |
| 1912                                                                    | Харлан Брюстер       | 19                         | 21 443                     | 25,37 %                    | 0 из 42  | ▼ 2  | ▼ 0        | Без мест                 | Консервативное большинство |
| 1916                                                                    | Харлан Брюстер       | 45                         | 89 892                     | 50,00 %                    | 36 из 47 | ▲ 36 | ▲ 1-е      | Большинство              |                            |
| 1920                                                                    | Джон Оливер          | 45                         | 134 167                    | 37,89 %                    | 25 из 47 | ▼ 11 | ▬ 1-е      | Большинство              |                            |
| 1924                                                                    | Джон Оливер          | 46                         | 108 323                    | 31,34 %                    | 23 из 48 | ▼ 2  | ▬ 1-е      | Меньшинство              |                            |
| 1928                                                                    | Джон Дункан Маклин   | 45                         | 144 872                    | 40,04 %                    | 12 из 48 | ▼ 11 | ▼ 1-е      | Оппозиция                | Консервативное большинство |
| 1933                                                                    | Дафф Паттулло        | 47                         | 159 131                    | 41,74 %                    | 34 из 47 | ▲ 23 | ▲ 1-е      | Большинство              |                            |
| 1937                                                                    | Дафф Паттулло        | 48                         | 156 074                    | 37,34 %                    | 31 из 48 | ▼ 3  | ▬ 1-е      | Большинство              |                            |
| 1941                                                                    | Дафф Паттулло        | 48                         | 149 525                    | 32,94 %                    | 21 из 48 | ▼ 10 | ▬ 1-е      | Меньшинство              |                            |
| 1941                                                                    | Дафф Паттулло        | 48                         | 149 525                    | 32,94 %                    | 21 из 48 | ▼ 10 | ▬ 1-е      | Коалиционное большинство | Коалиция с Консерваторами  |
| 1945                                                                    | Джон Харт            | 47                         | 261 147                    | 55,83 %                    | 37 из 48 | N/A  | ▬ 1-е      | Коалиционное большинство | Коалиция с Консерваторами  |
| 1949                                                                    | Босс Джонсон         | 48                         | 428 773                    | 61,35 %                    | 39 из 48 | ▲ 1  | ▬ 1-е      | Коалиционное большинство | Коалиция с Консерваторами  |
| 1952                                                                    | Босс Джонсон         | 48                         | 180 289                    | 23,46 %                    | 6 из 48  | N/A  | ▼ 3-е      | Третья партия            | Меньшинство ПСК            |
| 1953                                                                    | Артур Лейн           | 48                         | 171 671                    | 23,59 %                    | 4 из 48  | ▼ 2  | ▬ 3-е      | Третья партия            | Большинство ПСК            |
| 1956                                                                    | Артур Лейн           | 52                         | 177 922                    | 21,77 %                    | 2 из 52  | ▼ 2  | ▬ 3-е      | Нет статуса              | Большинство ПСК            |
| 1960                                                                    | Рэй Перро            | 50                         | 208 249                    | 20,90 %                    | 4 из 52  | ▲ 2  | ▬ 3-е      | Третья партия            | Большинство ПСК            |
| 1963                                                                    | Рэй Перро            | 51                         | 193 363                    | 19,98 %                    | 5 из 52  | ▲ 1  | ▬ 3-е      | Третья партия            | Большинство ПСК            |
| 1966                                                                    | Рэй Перро            | 53                         | 152 155                    | 20,24 %                    | 6 из 55  | ▲ 1  | ▬ 3-е      | Третья партия            | Большинство ПСК            |
| 1969                                                                    | Пэт Макгир           | 55                         | 186 235                    | 19,03 %                    | 5 из 55  | ▼ 1  | ▬ 3-е      | Третья партия            | Большинство ПСК            |
| 1972                                                                    | Дэвид Андерсон       | 53                         | 185 640                    | 16,40 %                    | 5 из 55  | ▬    | ▬ 3-е      | Третья партия            | Большинство НДП            |
| 1975                                                                    | Gordon Gibson        | 49                         | 93 379                     | 7,24 %                     | 1 из 55  | ▼ 4  | ▬ 3-е      | Без статуса              | Большинство ПСК            |
| 1979                                                                    | Джев Тотхилл         | 5                          | 6 662                      | 0,47 %                     | 0 из 57  | ▼ 1  | ▼ no seats | Без мест                 | Большинство ПСК            |
| 1983                                                                    | Ширли Маклохлин      | 52                         | 44 442                     | 2,69 %                     | 0 из 57  | ▬    | ▬          | Без мест                 | Большинство ПСК            |
| 1986                                                                    | Арт Ли               | 55                         | 130 505                    | 6,74 %                     | 0 из 69  | ▬    | ▬          | Без мест                 | Большинство ПСК            |
| 1991                                                                    | Гордон Уилсон        | 71                         | 486 208                    | 33,25 %                    | 17 из 75 | ▲ 17 | ▲ 2-е      | Оппозиция                | Большинство НДП            |
| 1996                                                                    | Гордон Кэмпбелл      | 75                         | 661 929                    | 41,82 %                    | 33 из 75 | ▲ 16 | ▬ 2-е      | Оппозиция                | Большинство НДП            |
| 2001                                                                    | Гордон Кэмпбелл      | 79                         | 916 888                    | 57,62 %                    | 77 из 79 | ▲ 44 | ▲ 1-е      | Большинство              |                            |
| 2005                                                                    | Гордон Кэмпбелл      | 79                         | 772 945                    | 46,08 %                    | 46 из 79 | ▼ 31 | ▬ 1-е      | Большинство              |                            |
| 2009                                                                    | Гордон Кэмпбелл      | 85                         | 751 792                    | 45,83 %                    | 49 из 85 | ▲ 3  | ▬ 1-е      | Большинство              |                            |
| 2013                                                                    | Кристи Кларк         | 85                         | 723 618                    | 44,41 %                    | 49 из 85 | ▬    | ▬ 1-е      | Большинство              |                            |
| 2017                                                                    | Кристи Кларк         | 87                         | 735 104                    | 40,85 %                    | 43 из 87 | ▼ 6  | ▬ 1-е      | Меньшинство              |                            |
| 2017                                                                    | Кристи Кларк         | 87                         | 735 104                    | 40,85 %                    | 43 из 87 | ▼ 6  | ▬ 1-е      | Оппозиция                | Меньшинство НДП и Зелёных  |
| 2020                                                                    | Эндрю Уилкинсон      | 87                         | 636 759                    | 33,77 %                    | 28 из 87 | ▼ 15 | ▼ 2-е      | Оппозиция                | Большинство НДП            |
| В 2023 году название партии было изменено с Либералов БК на БК Юнайтед. |                      |                            |                            |                            |          |      |            |                          |                            |
| 2024                                                                    | Кевин Фэлкон         | Сняли кандидатов с выборов | Сняли кандидатов с выборов | Сняли кандидатов с выборов | 0 из 93  | ▼ 28 | ▼ 0        | Без мест                 | Большинство НДП            |

Источник: Elections BC

### Комментарии
1. ↑  Авторитетные источники описывают партию следующим образом:  - консервативная[2][3][4][5][6][7]
  - неолиберальная[8][9]
  - правоцентристская[10][11][12][13][14][15][16][17]
2. ↑  Официально Уилкинсон ушёл с поста лидера партии позднее, 17 февраля 2021 года.[52]
3. ↑  После выборов было сформировано коалиционное правительство из членов Консервативной и Либеральной партий. Лидер Либералов Дафф Патулло выступил против и ушёл в отставку.
4. 1 2  На выборах 1945 и 1949 годов Либералы выступали в коалиции с Консерваторами. Результаты по сравнению с общими результатами Либеральной и Консервативной партий на предыдущих выборах.
5. 1 2  На выборах 1952 и 1953 годов использовалась альтернативная система голосования. Вместо того, чтобы отмечать бюллетень знаком X, напротив имён надо было проставлять номера в порядке выбора. Если после первого подсчёта ни один кандидат не получал абсолютного простого большинства, кандидат с наименьшим количеством голосов исключался, а вторые варианты распределялись между оставшимися кандидатами. Этот процесс продолжался до тех пор, пока не появлялся кандидат с необходимым большинством голосов. Некоторые избиратели указывали только первый вариант (подбор голосов), а другие не использовали весь доступный диапазон. Следовательно, по мере подсчёта голосов некоторые бюллетени исчерпывались, и общее количество действительных голосов уменьшалось, тем самым уменьшая абсолютное большинство, необходимое для избрания. В многомандатных избирательных округах было столько бюллетеней, сколько избираемых членов, различающихся по цвету и буквам.
6. ↑  28 августа 2024 года партия объявила, что приостанавливает свою кампанию и поддержит Консервативную партию Британской Колумбии, чтобы избежать разделения голосов и не допустить поражения от НДП. Несколько кандидатов от БК Юнайтед должны были баллотироваться как консерваторы в рамках соглашения между двумя партиями[53]